# Langues taman
Les langues taman (ou langues tama) sont un groupe de langues nilo-sahariennes, parlées dans le Kordofan, au Soudan.

## Liste des langues
Selon Rilly (2010), les langues djebel orientales sont :
- le tama, trois dialectes : le tama, l’erenga (ereŋa) et le sungor (asungori)
- le mararit, trois dialectes : le mararit, l’abu sharib et le darnut
- le miisiirii (ou mileri, ou jabal)